# 刺猬 (电影)
《刺猬》是2024年上映的中国大陆喜剧剧情片，改编自中国大陆作家郑执的短篇小说《仙症》，由顾长卫执导，葛优与王俊凯领衔主演。该片入围第26届上海国际电影节金爵奖主竞赛单元，獲得最佳编剧奖，并于2024年6月20日首映；同年8月23日在中国大陆正式上映。

## 剧情概要
世纪之交的辽宁沈阳，被身边人视为“怪人”的前海员王战团（葛优 饰）和他因为口吃和学习成绩而被排斥、打压的侄子周正（王俊凯 饰）同病相怜，成为一起“发疯”的忘年之交。他们是别人眼中的“异类”，却是彼此心中的知己。

## 演员阵容
- 葛优 饰演 王战团，他人眼中行为怪异的精神疾病患者，喜欢诗歌、向往海洋。周正的大姑父。
- 王俊凯 饰演 周正，王战团的侄子，沉默敏感的少年，患有自闭、口吃。
  - 李汀珝 饰演 童年周正
- 李萍 饰演 周秀玲，周正的大姑
- 刘威葳 饰演 周正的母亲
- 耿乐 饰演 周正的父亲
- 张本煜 饰演 李广源，王战团的女婿
- 赵千紫 饰演 二姑
- 李千逸 饰演 三姑
- 吕行 饰演 三姑父
- 朱怀旭 饰演 周正的奶奶
- 蒋灵儿 饰演 王海鸥，王战团的女儿。[9]
- 朱亚男 饰演 王海洋，王战团的儿子，公交车司机，遭遇车祸身亡。
- 吴双 饰演 何苗子，周正的初中同学。
- 恩美 饰演 Jade，阿根廷和中国混血，周正的妻子。
- 范明 饰演 吴主任（友情出演）
- 毛阿敏 饰演 杨老师（友情出演）
- 任素汐 饰演 赵老师，老周家请来做法的神婆。（特别出演）[9]
- 潘斌龙 饰演 李厂长（特别出演）
- 刘雅瑟 饰演 叶芳芳（特别出演）
- 王自健 饰演 殓导师（特别出演）

## 电影歌曲
| 曲別   | 歌名           | 作曲   | 作詞 | 演唱者       |
| ------ | -------------- | ------ | ---- | ------------ |
| 片尾曲 | 《何事梦里求》 | 张卫宁 | 李聪 | 葛优、王俊凯 |
| 推广曲 | 《荒野乐园》   | 卢笛   | 卢笛 | 廖俊濤       |

## 制作
该片是葛优与顾长卫继《霸王别姬》后时隔近三十年的再度合作，于2022年1月29日宣布杀青。
片中老中医为周正治疗口吃的场景，扎在王俊凯身上的针都是真实的，“中药就面汤”的剧情为王俊凯临场发挥，非剧本内容。

## 发行
该片于2024年6月20日在第26届上海国际电影节首映，中国大陆于同年8月23日正式上映。

### 票房
该片票房于2024年8月29日突破1亿人民币，成为中国大陆2024年第48部破亿电影。

## 奖项荣誉
| 年份   | 颁奖礼                     | 奖项     | 入围者               | 结果 | 参考 |
| ------ | -------------------------- | -------- | -------------------- | ---- | ---- |
| 2024年 | 第26届上海国际电影节金爵奖 | 最佳编剧 | 郑执、郭方方、顾长卫 | 獲獎 |      |